# Cordylomera apicalis
Cordylomera apicalis es una especie de escarabajo longicornio del género Cordylomera, tribu Phoracanthini, subfamilia Cerambycinae. Fue descrita científicamente por Thomson en 1858.

## Descripción
Mide 13-14 milímetros de longitud.

## Distribución
Se distribuye por Camerún, Gabón, Níger, República Centroafricana y República Democrática del Congo.